# Planisfär

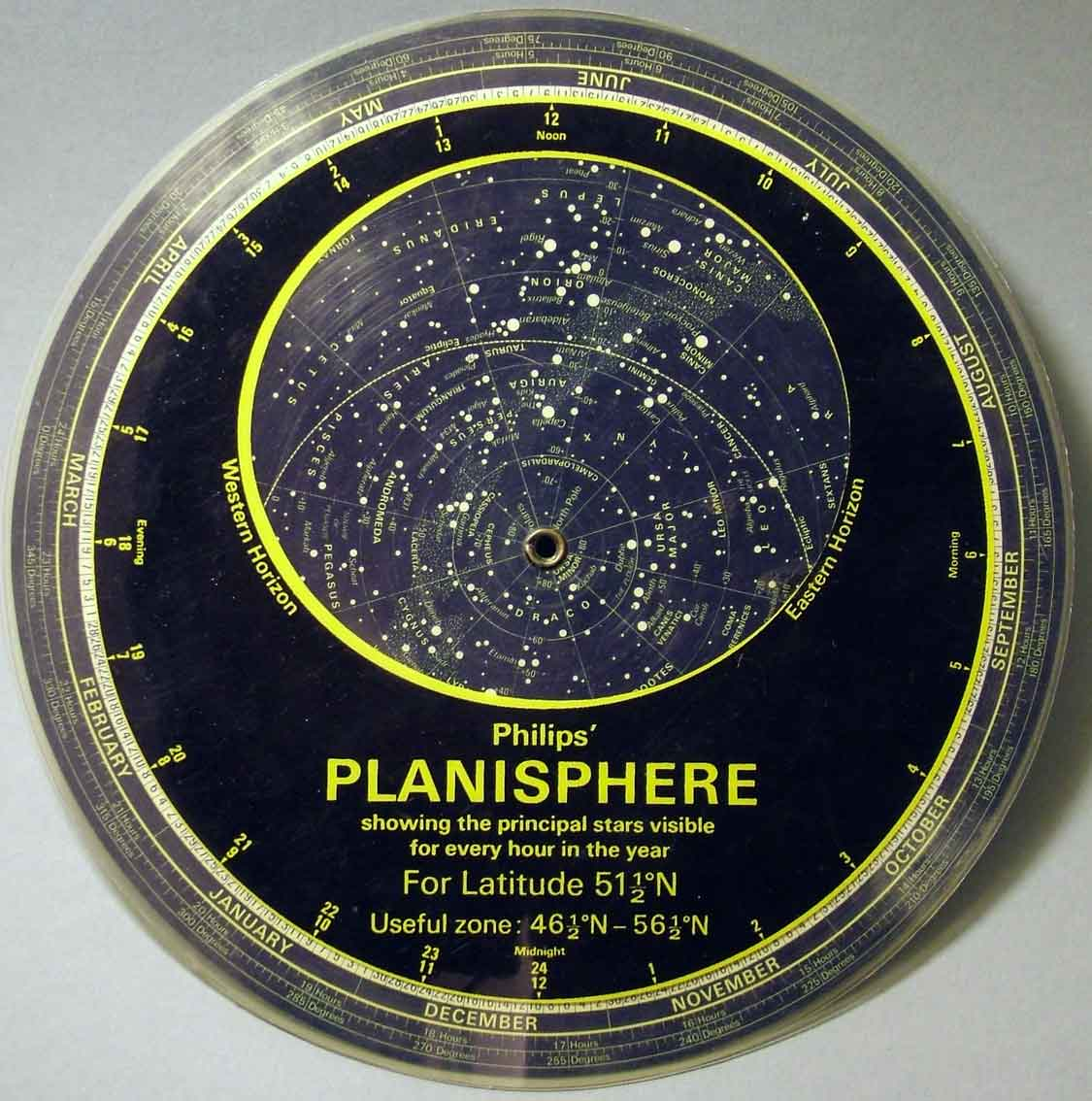
En planisfär av plast.

En planisfär är en speciell typ av stjärnkarta som har två justerbara skivor vilka roterar på en gemensam pivotpunkt. De kan justeras för att visa synliga stjärnor för olika tider och datum och är ett vanligt verktyg för att lära sig känna igen stjärnor och stjärnbilder. Ett astrolabium är en föregångare till den moderna planisfären och användes till exempel av de gamla grekerna